# (6409) 1992 VC
(6409) 1992 VC es un asteroide perteneciente al cinturón de asteroides, descubierto el 2 de noviembre de 1992 por Nobuhiro Kawasato desde el Uenohara Observatory, Japón.

## Designación y nombre
Designado provisionalmente como 1992 VC. 

## Características orbitales
(6409) 1992 VC está situado a una distancia media del Sol de 2,586 ua, pudiendo alejarse hasta 3,086 ua y acercarse hasta 2,086 ua. Su excentricidad es 0,193 y la inclinación orbital 13,918 grados. Emplea 1519,16 días en completar una órbita alrededor del Sol.
Pertenece a la familia de asteroides de (15) Eunomia.

## Características físicas
La magnitud absoluta de (6409) 1992 VC es 13,14. Tiene 7,256 km de diámetro y su albedo se estima en 0,254.